# Balkan (motocykl)
Balkan (bulharským písmem Балкан) byl první výrobce motocyklů v Bulharsku .

## Výroba
Výroba byla zahájena v roce 1958. První model, Balkan 250 M1, byl postaven na základě otevřené licence DKW a byl identický s DKW RT250.
O několik let později vznikl model M2 s novým motorem, který měl objem 247,3 cm3, výkon 12,5 k při 4800 ot./min., Spotřebu 3,3–3,5 l na 100 km a čtyři převody. Vzhledově byl podobný Jawě 250 a jiným soudobým motocyklům.
Posledním modelem v řadě byl Balkan 250 C2, který měl stejný motor jako jeho předchůdce. Rozdíly byly v rychloměru, jehož horní limit byl zvýšen ze 140 km/h na 160 km/h, také bylo přidáno celé dvoumístné sedlo místo dvou menších v řádě. Maximální rychlost se pohybovala kolem 110 km/h.
V Loveči se vyráběly i dvoutaktní mopedy Balkan 50 s výkonem 2,3 k při 5000 ot./min. a třemi převody. Existovaly 2 modely o objemu 50 cm3 a jeden s objemem 75 cm3.
Od roku 1966 se výroba zaměřovala na automobily Pirin-Fiat a Moskvič, motocykly se vyráběly do roku 1971.

## Galerie

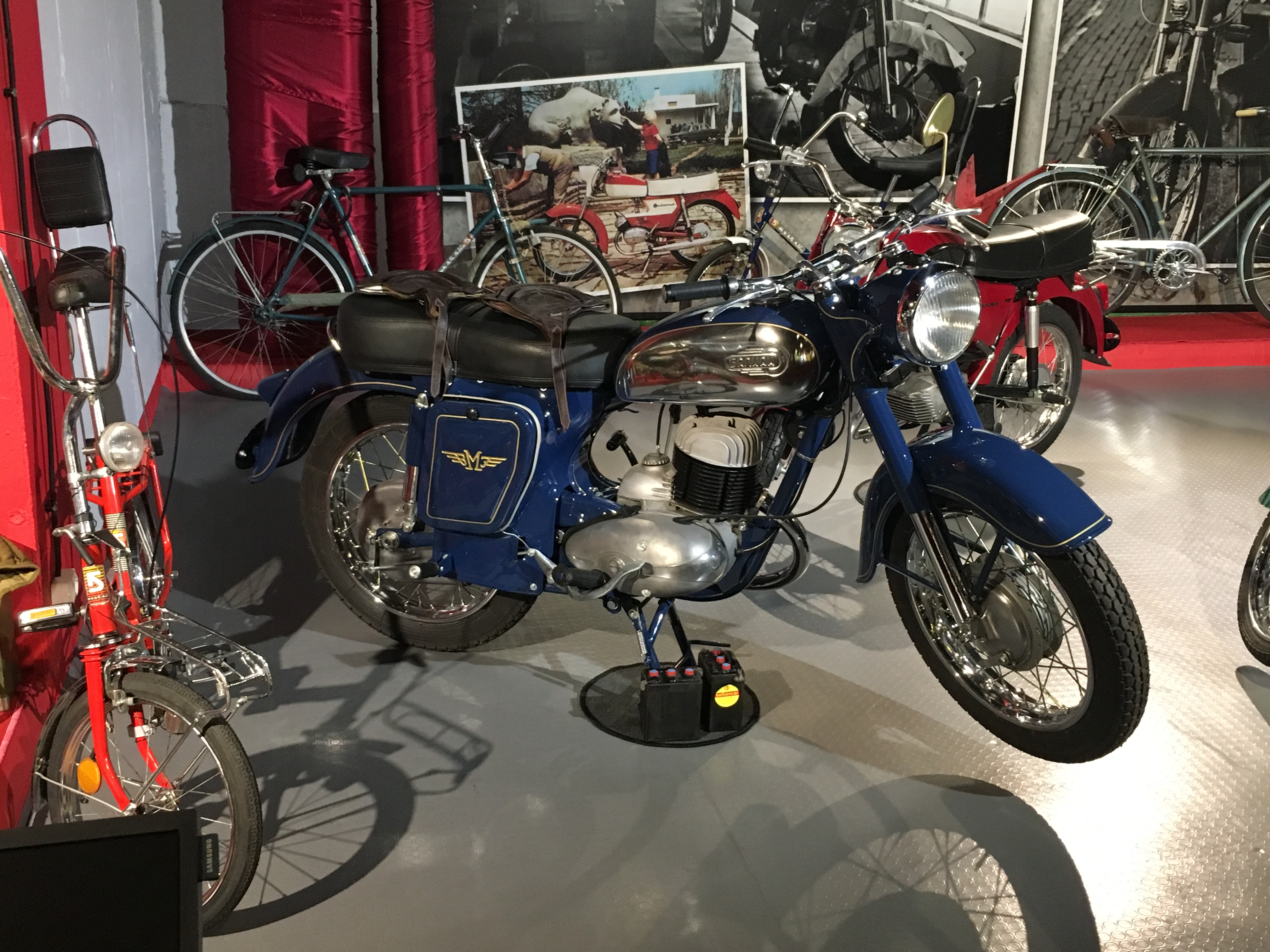
Balkan 250 C2
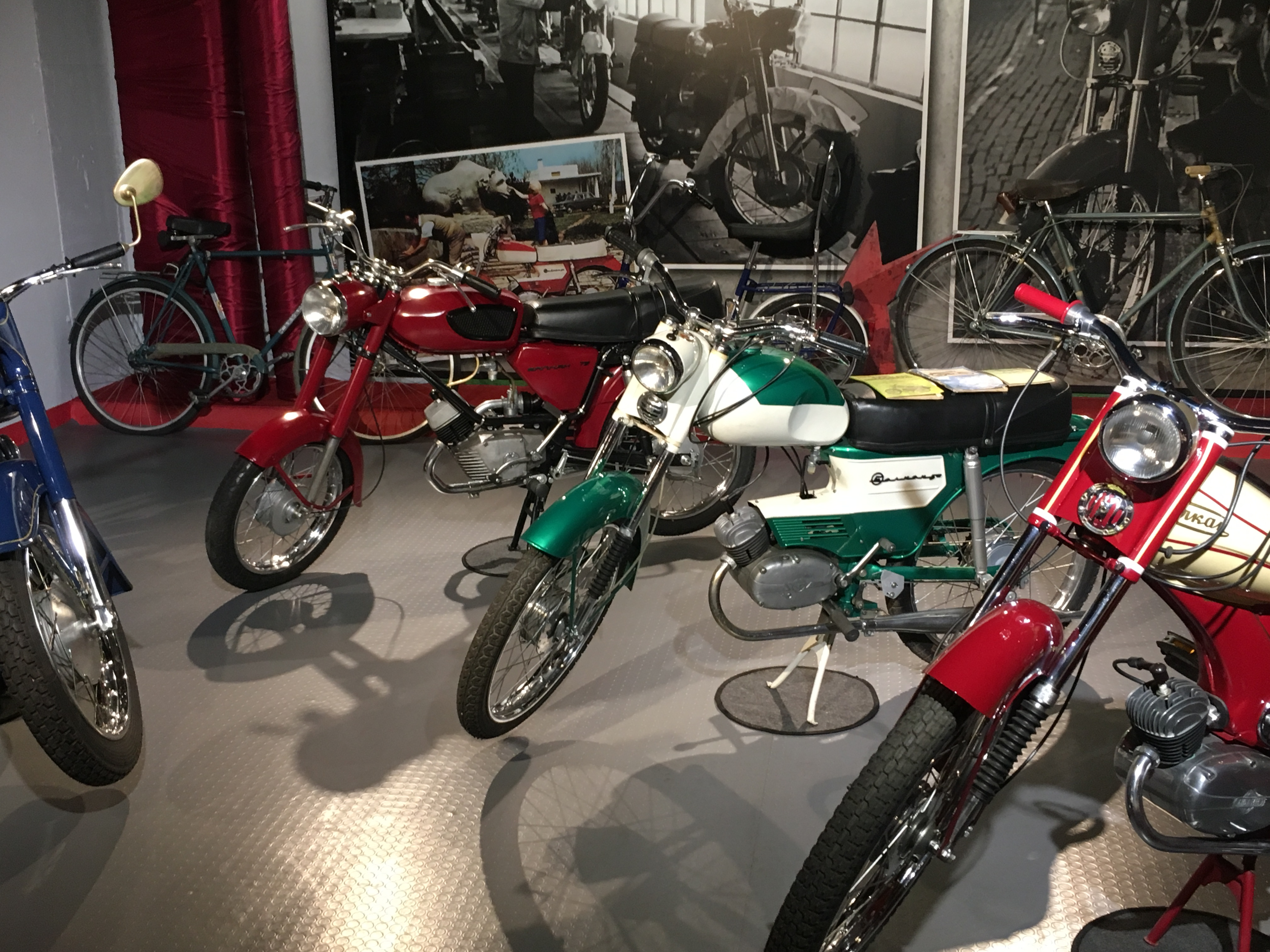
Mopedy Balkan 75, Balkan 50 MK3 a Balkan 50 "Lyulin"
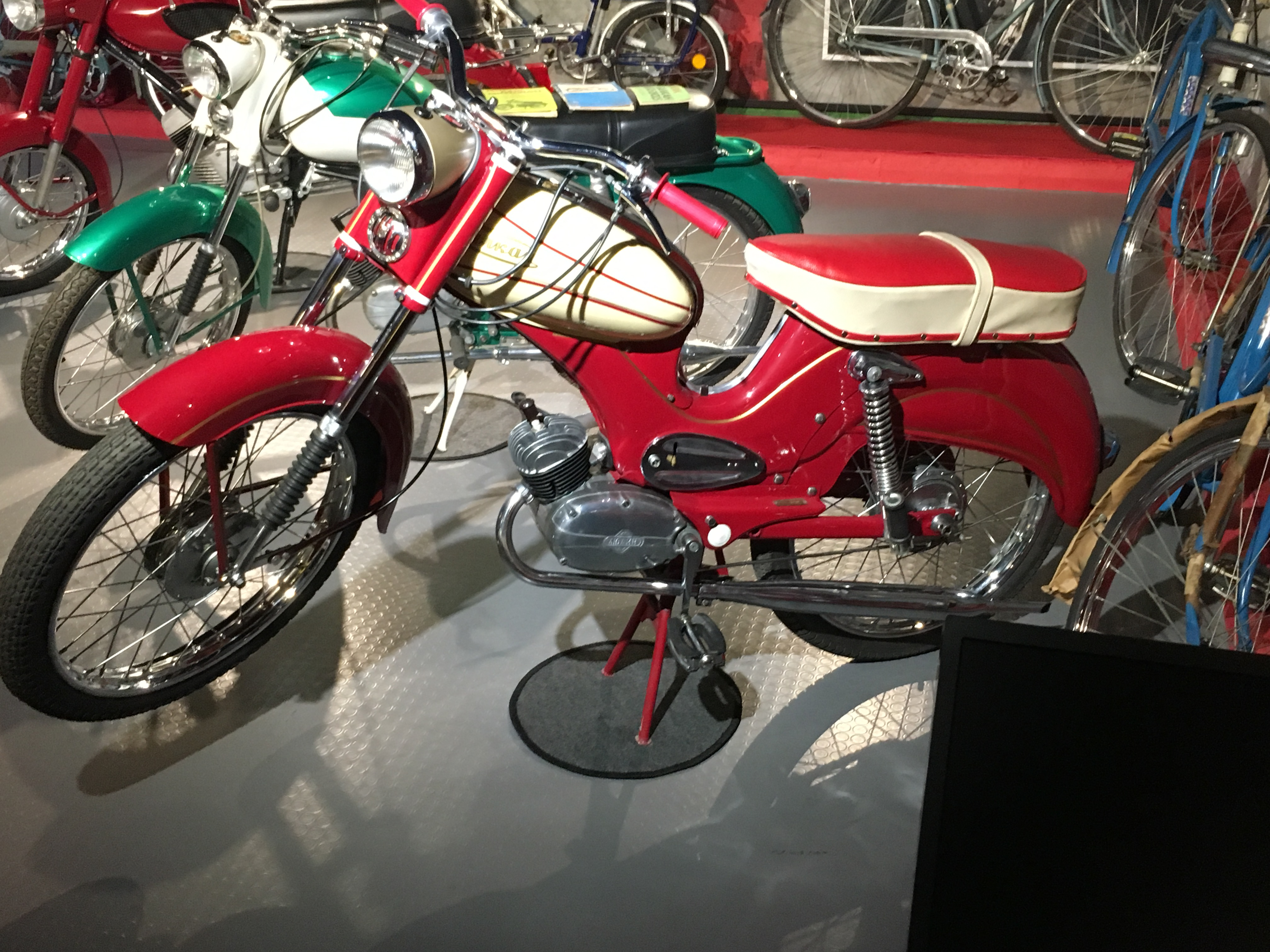
Balkan 50 "Lyulin"